# Вид Маргауир
Við Margáir — домашний стадион команды ЭБ Стреймур, играющей в Чемпионате Фарерских островов по футболу. Вмещает 1 000 зрителей. Открытие стадиона состоялось 11 апреля 2007 года в мачте с ФК Фуглафьёрдур. Матч закончился победой хозяев со счетом 2:0. Первый гол на этом стадионе на 31 минуте забил Кристиан Фольсен.
В сезоне 2010/2011 ЭБ Стреймур попал в Лигу Европы, где играл в 3 квалификационном раунде с Манчестер Сити. В Манчестере Стреймур был разгромлен — 4:0, а дома уступил — 1:2.